# Lemmus trimucronatus
Lemmus trimucronatus és una espècie de mamífer rosegador de la família dels cricètids. Viu al nord del Canadà, Alaska (Estats Units) i l'est de Rússia. S'alimenta de bruguerola, cotoneres, determinats cereals i molses verdes. Els seus hàbitats naturals són la tundra àrtica i la tundra alpina subàrtica, on se'l troba per sobre del límit arbori. És una espècie en risc mínim, és a dir, no sembla que hi hagi cap amenaça significativa per a la seva supervivència. El seu nom específic, trimucronatus, significa ‘de tres puntes’ en llatí.